# Chris Bosh
Christopher Wesson Bosh (født 24. marts 1984 i Dallas, Texas, USA) er en tidligere amerikansk basketballspiller, der spillede som power forward i NBA-klubben Miami Heat. Han kom ind i ligaen i 2003, og har tidligere repræsenteret Toronto Raptors. Bosh' præstationer har fem gange (2006-2010) skaffet ham en udtagelse til NBA's All-Star kamp. Bosh trak sig i 2017 ud af ligaen grundet sygdom.

## Landshold
Bosh har flere gange optrådt på det amerikanske landshold og var blandt andet med til at vinde VM-bronze i 2006, og han var med på holdet til OL 2008 i Beijing. Med Kobe Bryant, Dwayne Wade og LeBron James i spidsen vandt amerikanerne den indledende pulje stensikkert. I kvartfinalen blev det sikker sejr over Australien, i semifinalen over Argentina, og i finalen sikrede amerikanerne sig guldet med sejr på 118-107 over verdensmestrene fra Spanien, der fik sølv, mens Argentina fik bronze.

## Klubber
- 2003-2010: Toronto Raptors
- 2010- Miami Heat